# Tomiko Suzuki
Tomiko Suzuki (鈴木 富子, Suzuki Tomiko), née le 3 janvier 1956 dans la préfecture d'Aichi et morte le 7 juillet 2003, est une seiyū. Elle travaille pour Aoni Production.
Son dernier film est Pokémon: Jirachi Wishmaker, seulement une semaine et demie après la mort de Suzuki à la suite d'une crise cardiaque le 7 juillet 2003 à l'âge de 47 ans.

## Rôles
- Captain Tsubasa : Yayoi
- Ken le Survivant : Lin
- Dragon Ball : voix additionnelles
- Dragon Ball : La Légende de Shenron : Pansy
- Dragon Ball GT : Maron
- Dragon Ball Z : Dendé
- Pokémon: Jirachi Wishmaker : Jirachi
- Transformers: The Headmasters : Daniel Witwicky
- Saint Seiya : Yakov